# Молочков, Григорий Аксентьевич
Григорий Аксентьевич Молочков (23 марта 1923, с. Калачи, Алтайская губерния — 9 мая 1944, Севастополь) — лейтенант Рабоче-крестьянской Красной Армии, участник Великой Отечественной войны, Герой Советского Союза (1945).

## Биография
Григорий Молочков родился 23 марта 1923 года в селе Калачи (ныне — Карасукский район Новосибирской области). В 1931 году с семьёй переехал в Ашхабад, где окончил среднюю школу и занимался в аэроклубе. В 1941 году он был призван на службу в Рабоче-крестьянскую Красную Армию. В 1943 году Молочков окончил Ашхабадское пехотное училище. С того же года — на фронтах Великой Отечественной войны.
К весне 1944 года лейтенант Григорий Молочков был заместителем командира батальона 647-го стрелкового полка 216-й стрелковой дивизии 51-й армии 4-го Украинского фронта. Отличился во время освобождения Севастополя. 8 мая 1944 года батальон Молочкова отразил мощную немецкую контратаку, после чего перешёл в контрнаступление и захватил 3 дота и 2 артиллерийские батареи, а также уничтожил около 100 солдат и офицеров. 9 мая батальон отразил три немецких контратаки и захватил гору Зелёная. В боях на улицах Севастополя Молочков получил ранение, но продолжал сражаться, пока не погиб. Похоронен в Севастополе.
Указом Президиума Верховного Совета СССР от 24 марта 1945 года за «мужество и героизм, проявленные при освобождении Севастополя» лейтенант Григорий Молочков посмертно был удостоен высокого звания Героя Советского Союза. Также был награждён орденами Ленина и Красного Знамени.

## Память
В честь Молочкова названа улица в Карасуке.
В советское время названа средняя школа 19 г. Ашхабад.

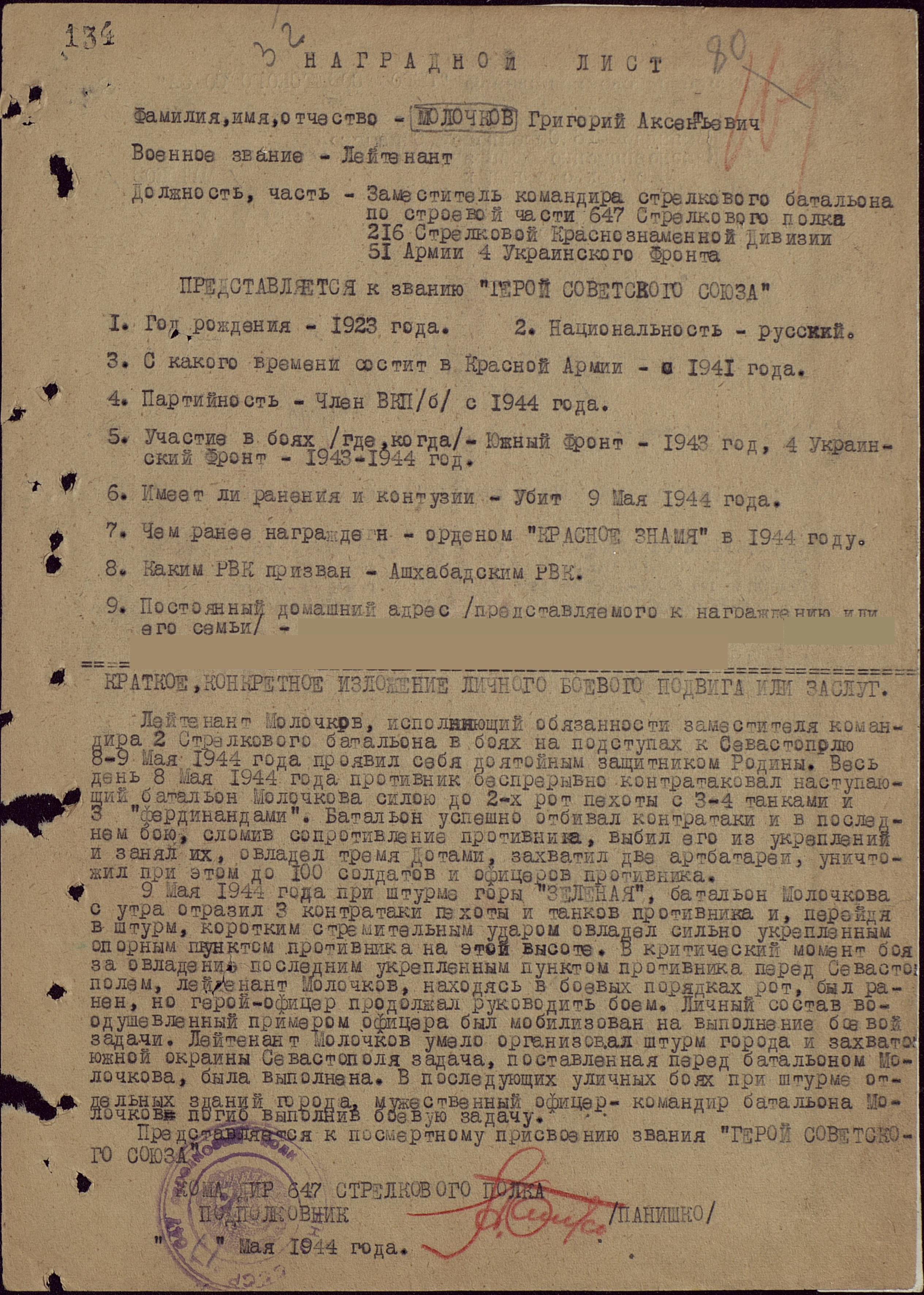
Наградной лист